# Джанкарло Берчелліно
Джанкарло Берчелліно (італ. Giancarlo Bercellino, * 9 жовтня 1941, Гаттінара) — колишній італійський футболіст, захисник.
Насамперед відомий виступами за клуб «Ювентус», а також національну збірну Італії.
Чемпіон Італії. Володар Кубка Італії. У складі збірної — чемпіон Європи. 

## Клубна кар'єра
Вихованець футбольної школи клубу «Боргозезія».
У дорослому футболі дебютував 1960 року виступами за команду клубу «Алессандрія», в якій провів один сезон, взявши участь у 36 матчах чемпіонату. 
Своєю грою за цю команду привернув увагу представників тренерського штабу клубу «Ювентус», до складу якого приєднався 1961 року. Відіграв за «стару синьйору» наступні вісім сезонів своєї ігрової кар'єри. Більшість часу, проведеного у складі «Ювентуса», був основним гравцем захисту команди. За цей час виборов титул чемпіона Італії, ставав володарем Кубка Італії.
Протягом 1969—1970 років захищав кольори команди клубу «Брешія».
Останнім клубом професійної кар'єри гравця став «Лаціо», у складі якого він перебував в оренді 1970 року та не провів жодної офіційної гри.

## Виступи за збірну
1965 року дебютував в офіційних матчах у складі національної збірної Італії. Протягом кар'єри у національній команді, яка тривала 4 роки, провів у формі головної команди країни лише 6 матчів. У складі збірної був учасником чемпіонату Європи 1968 року в Італії, здобувши того року титул континентального чемпіона.

## Титули і досягнення
- Чемпіон Італії (1):

«Ювентус»:  1966–67
- Володар Кубка Італії (1):

«Ювентус»:  1964-65
Збірні
- Переможець Середземноморських ігор (1): 1963
- Чемпіон Європи (1): 1968